# Awake (песня Godsmack)
«Awake» — первый сингл рок-группы Godsmack, с одноимённого альбома. Выпущен 20 июня 2000 года лейблом Universal Music Group.

## Выпуск и коммерческий успех
Песня «Awake» стала доступна на радио 3 июня 2000 года. Она достигла коммерческого успеха. Песня была в чарте Mainstream Rock Tracks в течение 53 недель и достигла 1-й позиции. «Awake» также была в чарте Alternative Songs в течение 28 недель и достиг 12-й позиции. «Awake» была в чарте Bubbling Under Hot 100 Singles в течение 24 недель и достиг 1-й позиции в 2001 году. «Awake» была номинирована на премию Billboard Music Awards 2001 года в категории «Рок-сингл года». С ростом популярности песни «Awake» одноимённый альбом Godsmack был сертифицирован RIAA в марте 2002 года как 2-кратно платиновый.

## Видеоклип
Видеоклип, снятый к песне, был снят в Мэнсфилдской тюрьме, которая находится в Мэнсфилде, штат Огайо. Видеоклип содержит кадры бунта заключенных и выхода из исправительной колонии, а также наблюдения за исполнением песни группы на тренировочном дворе внутри огороженной территории. Видеоклип был срежиссирован Godsmack.

## Версии
Существует три версии «Awake», первая версия, которая является оригинальной версией, появилась на втором студийном альбоме. Вторая версия — «Awake» (Radio Edit), которая появилась на сингле песни, а третья — акустическая версия под названием «Sleeping», которая появилась на их EP, The Other Side.
Awake (Radio Edit) — это та же песня, что и оригинальная версия с альбома, только сокращённая. Альбом и акустические версии имеют очень похожие тексты песен, но разное звучание. Длительность акустической версии составляет 3 минуты 58 секунд, что делает её ближе к версии (Radio Edit), чем к полной версии с альбома.

## Список композиций
| №  | Название             | Длительность |
| -- | -------------------- | ------------ |
| 1. | «Awake (Radio edit)» | 4:33         |
| 2. | «Awake (LP version)» | 5:04         |
| 3. | «Why»                | 3:15         |
| 4. | «Time Bomb»          | 3:59         |

## Позиции в чартах
| Чарт (2000–2001)                         | Высшая позиция |
| ---------------------------------------- | -------------- |
| Billboard Mainstream Rock Tracks         | 1              |
| Billboard Modern Rock Tracks             | 12             |
| Billboard Bubbling Under Hot 100 Singles | 1              |